# Fondo de Cultura Económica
El Fondo de Cultura Económica de México és un grup editorial en castellà, el més important de Mèxic. Fundada l'any 1934 pel sociòleg Daniel Cosío Villegas, un dels historiadors més importants de Mèxic, té com a objectiu l'edició, producció, comercialització i promoció de les obres de la cultura nacional mexicana, iberoamericana i universal.
L'any 1989 fou guardonada amb el Premi Príncep d'Astúries de Comunicació i Humanitats, juntament amb Pedro Laín Entralgo.

## Directors
- 1934-1947: Daniel Cosío Villegas
- 1948-1965: Arnaldo Orfila Reynal
- 1966-1970: Salvador Azuela
- 1970-1972: Antonio Carrillo Flores
- 1972-1974: Francisco Javier Alejo
- 1974-1976: Guillermo Ramírez Hernández
- 1976-1982: José Luís Martínez
- 1982-1988: Jaime García Terrés
- 1989-1990: Enrique González Pedrero
- 1990-2000: Miguel de la Madrid Hurtado
- 2000-2002: Gonzalo Celorio Blasco
- 2002-2009: Consuelo Sáizar Guerrero
- 2009-2012: Joaquín Díez-Canedo Flores
- 2013-2018: José Carreño Carlón
- 2019-actualitat: Paco Ignacio Taibo II

## Llibreries del FCE
El Fons compta amb 37 llibreries, 27 a Mèxic i 10 a la resta del món de parla hispana, on ven i distribueix elsllibres del seu propi catàleg i també d'altres editorials (entre parèntesis s'indica l'any d'obertura).

### A Mèxic
Aguascalientes
- Llibreria Carlos Bazdresch (2014): en la seu del Centro de Investigación y Docencia Económicas en Aguascalientes.

Chiapas
- Llibreria José Emilio Pacheco (2014): en el Corredor Cultural Universitario Balún Canán, en Tuxtla Gutiérrez.

Coahuila
- Llibreria Carlos Monsiváis (2012): en Saltillo.

Colima
- Llibreria Miguel de la Madrid Hurtado (2011): en Colima.

Districte Federal
- Llibreria Alfonso Reyes (2002): en la Casa Matriz del FCE; per la seua proximitat amb la Universidad Pedagógica compta amb una nodrida oferta en temes d'educació.
- Llibreria Daniel Cosío Villegas (1954): en 2000 se reinaugura per remodelació en el predi contigu a la que fora segona seu del FCE.
- Llibreria Edmundo O’Gorman (2010): en les instal·lacions de l'Archivo General de la Nación.
- Llibreria Elsa Cecilia Frost (2006): en el centre de Tlalpan.
- Llibreria Guillermo Tovar de Teresa (2014): en el Museu de la Ciutat de Mèxic.
- Llibreria José María Luis Mora (2011): en la seu de l'Institut José María Luis Mora.
- Llibreria Juan José Arreola (2002): en el centre històric de la Ciutat de Mèxic.
- Llibrería Octavio Paz (1997): en l'avinguda de les llibreries, Miguel Ángel de Quevedo, al sud de la Ciutat de Mèxic.
- Llibreria Rosario Castellanos (2006): en el Centre Cultural Bella Època.
- Llibreria Trinidad Martínez Tarragó (2003): en el Centre d'Investigació i Docència Econòmiques, CIDE.
- Llibreria Un Paseo por los Libros (1997): en el passatge Zócalo-Pino Suárez que uneix eixes estacions del metro de la Ciutat de Mèxic.
- Llibreria Víctor L. Urquidi (2006): en El Colegio de México, amb una àmplia oferta d'allò publicat por aquesta institució emparentada amb el Fondo.
- Llibreria Politécnico (2000): en el campus principal de l'IPN.

Durango
- Llibreria José Revueltas (2013): en Durango.

Estat de Mèxic
- Llibreria Elena Poniatowska (2011): en Ciudad Nezahualcóyotl.

Guanajuato
- Llibreria Efraín Huerta (2004): en León.

Jalisco
- Llibreria José Luis Martínez (1999): en la Av. Chapultepec, en Guadalajara.

Michoacán
- Llibreria Luis González y González (2007): en Morelia.
- Llibreria en el Centro Cultural del Fondo de Cultura Económica en Apatzingán, Michoacán (2014): en un immoble rehabilitat que inclou una Estació de Lectura i espais per a diversos tallers; el Centre Cultural opera baix un model de gestió cultural que involucra la participació ciutadana i amb un enfocament cap a una cultura de pau.

Nuevo León
- Llibreria Fray Servando Teresa de Mier (1997): en Monterrey.

#### Tabasco
- Llibreria José Carlos Becerra (2016) en Villahermosa.

### A la resta del món
- Argentina: Centro Cultural Arnaldo Orfila Reynal en Buenos Aires.
- Chile: Llibreria Gonzalo Rojas en el Paseo Bulnes de Santiago de Xile.
- Colombia: Librería y Centro Cultural Gabriel García Márquez en Bogotà.
- Ecuador: Librería y Centro Cultural Carlos Fuentes en Quito.
- España: Llibreria Juan Rulfo en Madrid, a prop de la Moncloa.
- Estados Unidos: Book Trucks o llibreries mòbils en Califòrnia.
- Guatemala: Llibreria Luis Cardoza y Aragón en Guatemala.
- Perú: Llibreria Blanca Varela y Librería y Centro Cultural en Lima.